# 巴爾馬克家族
巴爾馬克家族（波斯語： برمكيان Barmakīyān，阿拉伯語：البرامكة）是中世紀知名的波斯王朝貴族，也是巴爾赫的佛教徒後裔。8世紀初期起，該家族多位成員擔任阿拔斯王朝哈里發轄下的重要大臣，勢力遍達如巴格達等地並成為虔誠穆斯林。巴爾馬克家族於阿拔斯王朝相當有其重要性，尤其於穩定該王朝內政控制上頗多貢獻。例如：廣建清真寺，傳佈伊斯蘭教，挖掘運河，振興水利等。803年，因為政治失勢，多位家族成員短時間內皆遭到逮捕監禁，自此勢力才自阿拉伯地區消失。

## 家族起源
该家族的起源可追溯至如今阿富汗巴尔赫西部的佛教国家——纳婆毗诃罗国的行政官员。虽然伊斯兰史学家宣称巴尔赫在伊斯兰化前曾有兴盛的拜火教信仰从而认为该家族曾经是拜火教的祭司，今日的史学家认为该推论可能是由于早期的穆斯林无法区分佛教和拜火教所致。有学者认为“巴尔马克”这个姓氏来源于梵语中的一词，意思是“领袖”，但目前学界对于姓氏起源还有所争议。
该家族成员在黎凡特、波斯、阿拉伯和中亚地区以受过极好的教育而闻名。在巴格达的宫廷中，该家族是许多诗人、学者和乌理玛之类人物的赞助人。
该家族第一位载于史册的成员是巴尔赫的一位医学家巴尔马克，他因发明一种药片而广受尊敬，这种以他名字命名的药片甚至得到了波斯医学家伊本·西那的推荐。此外，他还发明了一种广为使用于妓院的熏香。根据阿拉伯历史学家马苏第的说法，“巴尔马克”在巴尔赫并非指一个姓氏，而是指拜火教火廟中的高阶祭司。然而，近年的研究认为该词实际上是波斯化的佛教神职人员头衔。阿拉伯史学家伊本·阿萨凯尔记载，公元705年，伍麦叶王朝攻占了巴尔赫，前述医学家被俘虏并作为奴隶献给哈里发阿卜杜勒-麦立克·本·麦尔万·本·赫凯姆。在成功治愈哈里发的六子麦斯莱麦后他得到了哈里发的赏识，社会地位大幅提升且皈依伊斯兰教。之后，他们返回了巴尔赫。 然而，鉴于有史学家记载他的儿子们，包括巴尔马克家族第一位显赫的成员哈立德·伊本·巴尔马克和另两子苏莱曼和哈桑一直到725年才皈依伊斯兰教并改用穆斯林名字，目前史学界对他的家庭是否皈依伊斯兰教仍然有争论。

## 迈向繁荣

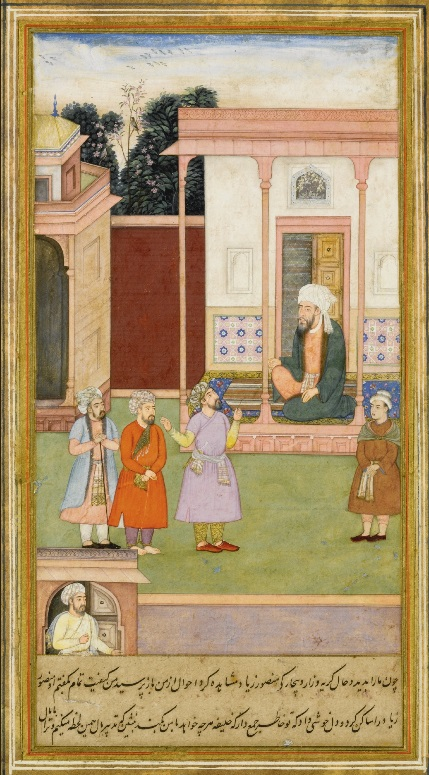
一幅莫卧儿帝国时期描述叶海亚在摩苏尔从政的画作

哈立德是该家族第一位显赫的成员。他同凯撒尼特派关系密切，有史学界推测他在公元725-726年左右在该教派传入呼罗珊地区时皈依。他在742年进入了该教派的领导层，是其中为数不多的非阿拉伯人。之后，他奔走于戈尔甘、塔巴里斯坦和 雷伊等地区传教，并在阿拔斯王朝同伍麦叶王朝王朝的战争中召集了大量什叶派部队。哈立德因其分发战利品和土地时的公平而闻名。在战后被哈里发萨法赫任命为财政部长且获得了“维齐尔”头衔。:38此后他由于宫廷内部的斗争而被迫离开权力中心，先后前往法尔斯、塔巴里斯坦、摩苏尔等地担任总督，并在镇压叛乱、清点土地和开发新田等方面有不错的政绩。:202他的长子叶海亚·伊本·哈立德跟随父亲从政也获得了很高的评价，并在775年一度担任阿塞拜疆总督:1034

## 维齐尔之位
哈里发马赫迪在778年召回了哈立德和叶海亚父子担任皇子哈伦·拉希德的导师，二人同哈伦一起在同拜占庭帝国的战役中立功。:1033在马赫迪死后，叶海亚通过一系列计谋帮助他的学生哈伦登上了哈里发之位。在哈伦顺利登基后，他被封为维齐尔，并掌管哈里发的印章。此时巴尔马克家族在阿拔斯帝国可谓是位极人臣：除去担任维齐尔的叶海亚本人，他的弟弟穆罕穆德是哈伦·拉希德的宫廷大臣；他的长子贾法尔在叶海亚前往麦加朝圣时代任维齐尔；他的次子法德尔·伊本·叶海亚先后在塔巴里斯坦、 雷伊和呼罗珊担任总督；他的四子穆萨在叙利亚担任总督

## 衰落
哈伦·拉希德在公元803年突然对巴尔马克家族进行了抄家，千人以上的家族成员遭到杀害，幸存者也全部被逮捕下狱。被抄家的主要原因为贾法尔同哈伦的妹妹之间的私通。虽然历史上对巴尔马克家族衰落的具体原因并无详细记载，但后世有史学家认为另有一些原因，例如镇压叛乱不力、挥霍无度和擅自释放叛军头目也导致了哈伦失去对巴尔马克家族的信任。
虽然入狱的家族成员大部分死于狱中，但哈伦·拉希德病逝，其子阿明接任哈里发之位后唯一在世的家族成员穆萨得以出狱并在内战支持阿明。公元832年，阿明任命穆萨为信德总督。在穆萨于836年去世后，他的独子伊姆兰继承了总督之位。
最后一位有记载的巴尔马克家族成员为伊姆兰之子贾汉，他是一位占星学家、烹饪家和音乐家，相传善于演奏鲁特琴。

## 家族成员
- 叶海亚·伊本·哈立德
- 法德尔·伊本·叶海亚